# Cannet (tổng)
Tổng Cannet là một tổng của Pháp. Tổng này nằm ở tỉnh Alpes-Maritimes trong vùng Provence-Alpes-Côte d’Azur.

## Các đơn vị hành chính
Le Tổng Cannet gồm một phần thị xã Cannet

## Lịch sử
| Ngày bầu cử | Tên             | Đảng          | Tư cách               |
| --- | --------------- | ------------- | --------------------- |
| Lucien Griffa là tổng ủy viên hội đồng đầu tiên của tổng Grasse-Nord. Một cuộc bầu cử từng phần của tổng sau khi Michèle Tabarot từ chức, kết quả Patrick Tambay đắc cử. |                 |               |                       |
| 1988 | Lucien Griffa   | UDF           |                       |
| 1994 | Michèle Tabarot | Divers Droite | Phó thị trưởng Cannet |
| 2001 | Michèle Tabarot | DL            | Thị trưởng Cannet     |
| 2002 | Patrick Tambay  | UMP           | Phó thị trưởng Cannet |
| 2008 | Patrick Tambay  | UMP           | Phó thị trưởng Cannet |

## Biến động dân số
| 1882                                         | 1926 | 1962 | 1968 | 1975 | 1982 | 1990 | 1999   |
|                                              |      |      |      |      |      |      | 29 365 |
| -------------------------------------------- | ---- | ---- | ---- | ---- | ---- | ---- | ------ |
| Số liệu từ năm 1990: Dân số không tính trùng |      |      |      |      |      |      |        |